# 1981년 동계 스페셜 올림픽
제2회 동계 스페셜 올림픽 세계 대회는 1981년 3월 8일부터 3월 13일까지 미국 스머글러 너치, 스토우에서 열린 스페셜 올림픽이다.